# PRB (2022)
Holcim-PRB est un voilier monocoque  de 60 pieds destiné à la course au large. Il est le sixième de la série des IMOCA PRB. Mis à l'eau le 7 mai 2022 sous le nom de PRB, il est rebaptisé Holcim-PRB trois mois plus tard. Premier Imoca conçu pour le Vendée Globe 2024, il est barré d'abord par Kevin Escoffier. Depuis septembre 2023, son skipper est Nicolas Lunven.

## Construction
Dans le Vendée Globe 2020, Kevin Escoffier et PRB perdent le cinquième Imoca PRB au large du cap de Bonne-Espérance. Le naufragé se trouve encore sur le bateau de son sauveteur Jean Le Cam lorsque l’ancien président de PRB lui fait savoir qu'un nouveau bateau lui sera confié.
La promesse est tenue. Fin mai 2021, PRB et Kevin Escoffier annoncent le projet d'un nouveau bateau, en vue du Vendée Globe 2024. Il sera le sixième Imoca PRB.
Construire « en partant de zéro » ne rentrait pas dans le budget. PRB vient donc de racheter la coque de l'Imoca Switchback, un plan Verdier en construction au chantier de Jason Carrington, à Hythe, dans le Hampshire. Switchback était destiné à The Ocean Race. Le financement n'ayant pu être assuré, le projet a été abandonné.
Selon Escoffier, le rachat de Switchback permet d'économiser environ 1,5 million d'euros. La coque va être terminée chez Carrington. Mais le skipper fait apporter des modifications, notamment sur l'étrave et le cockpit.

### Étrave

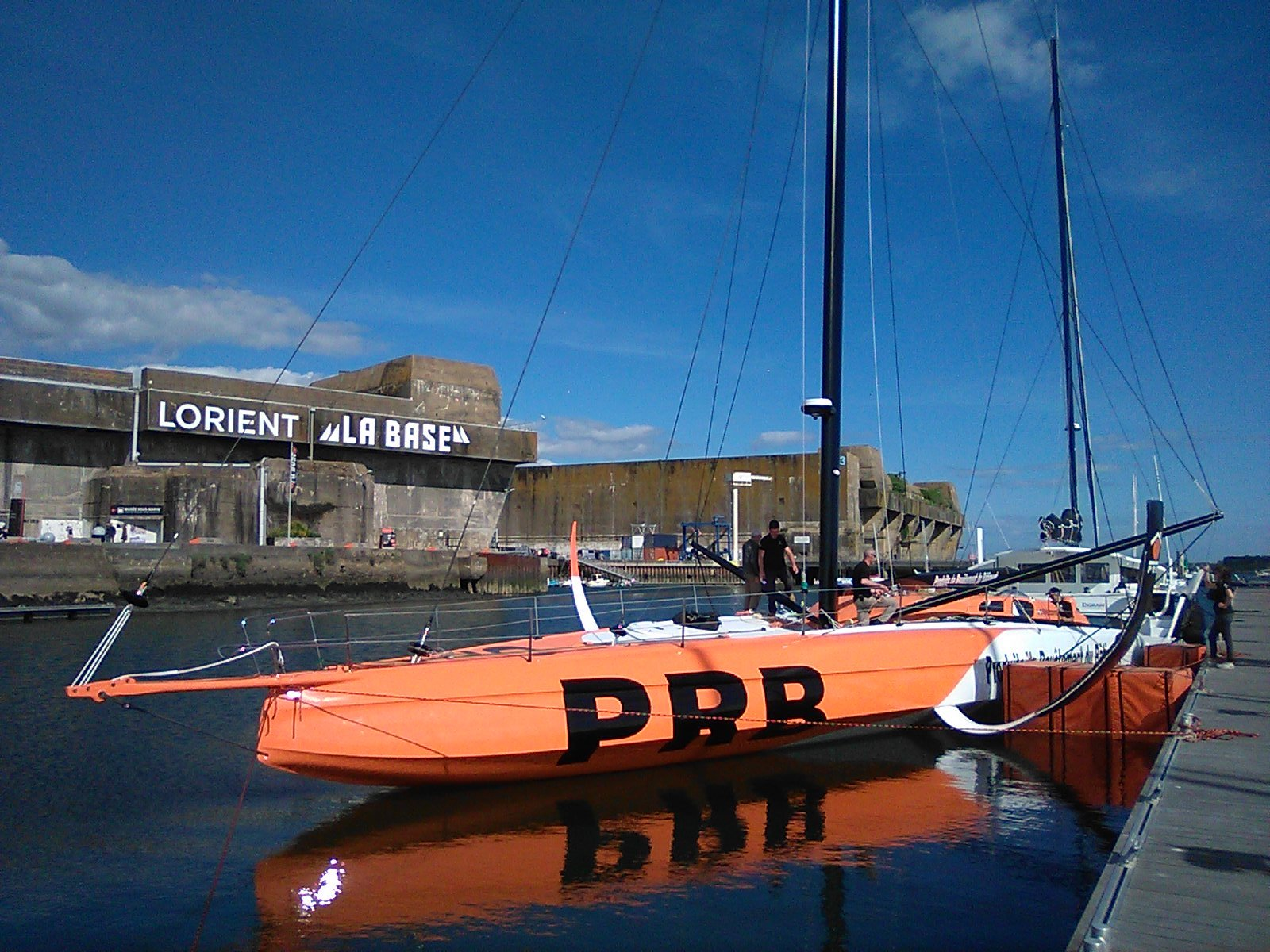
Le sixième Imoca PRB le jour de sa mise à l'eau, à Lorient.

Escoffier veut un bateau « avec une proue qui ne pique pas du nez, surtout dans les grosses vagues ». En 2010, l'architecte David Raison a ouvert la voie en concevant Magnum, premier scow de course au large, concept qui allait révolutionner la classe Mini. En 2019, les Class40 ont suivi. En 2020, Samuel Manuard a dessiné pour Armel Tripon L'Occitane en Provence, « premier Imoca à être un scow à l'étrave spatulée ». Les autres skippers d'Imoca se sont laissés convaincre par ses démonstrations de vitesse au départ de la Vendée Arctique 2020 et dans les runs du Défi Azimut 2020. Ils veulent maintenant plus de volume à l'avant, dans la limite des contraintes de la jauge Imoca. Une étrave plus large et plus puissante évite au bateau de rentrer dans les vagues. Escoffier demande donc à Carrington de placer l'étrave un peu plus haut, et de modifier les 4,5 premiers mètres de l'avant du bateau,. « OK, faisons-le », répond Carrington. Escoffier se demande s'il aurait obtenu « la même réponse dans certains chantiers français ».
Ces modifications doivent apporter un gain de performance dans une mer formée et dans des vents forts, et au vent arrière. Mais elles donnent aussi un bateau plus lent par mer plate dans des vents légers,.

### Polyvalence
Les foils proposent, à partir de 55 degrés du vent réel, un reaching rapide. Il faut donc des foils pour gagner le Vendée Globe. « Mais il faut aussi être rapide au portant et au près, dit Escoffier, car ce sont des conditions que l’on rencontre souvent. » Les foils sont devenus plus lourds. Les foilers étant lourds et très plats, leur point faible est probablement le portant VMG. Ils s'y montrent un peu plus lents que les bateaux à dérives droites. « Et avec la limite des glaces de plus en plus haute, vous avez beaucoup plus de VMG au vent arrière dans le sud, et de VMG au vent arrière dans l'Atlantique. » Escoffier va donc beaucoup travailler sur la coque pour avoir plus de potentiel vent arrière.

### Fiabilité
« J'ai eu la chance de construire trois Imoca et trois Ultime, dit Escoffier. Je sais que même si vous faites tout ce que vous pouvez pour avoir un bateau fiable, vous aurez des ennuis. La question n'est pas de savoir si nous aurons des problèmes, la question est de savoir comment les gérer et comment faire les bons choix ». Dans cet esprit, l'équipe PRB accentue son travail sur la fiabilité, « avant même que quelque chose ne tourne mal et que le bateau ne soit mis à l’eau ». Elle travaille beaucoup sur tous les systèmes embarqués. Le skipper doit être à même non seulement de réparer seul, mais de tout vérifier afin d'anticiper la manière dont les problèmes pourront être résolus.

### Cockpit

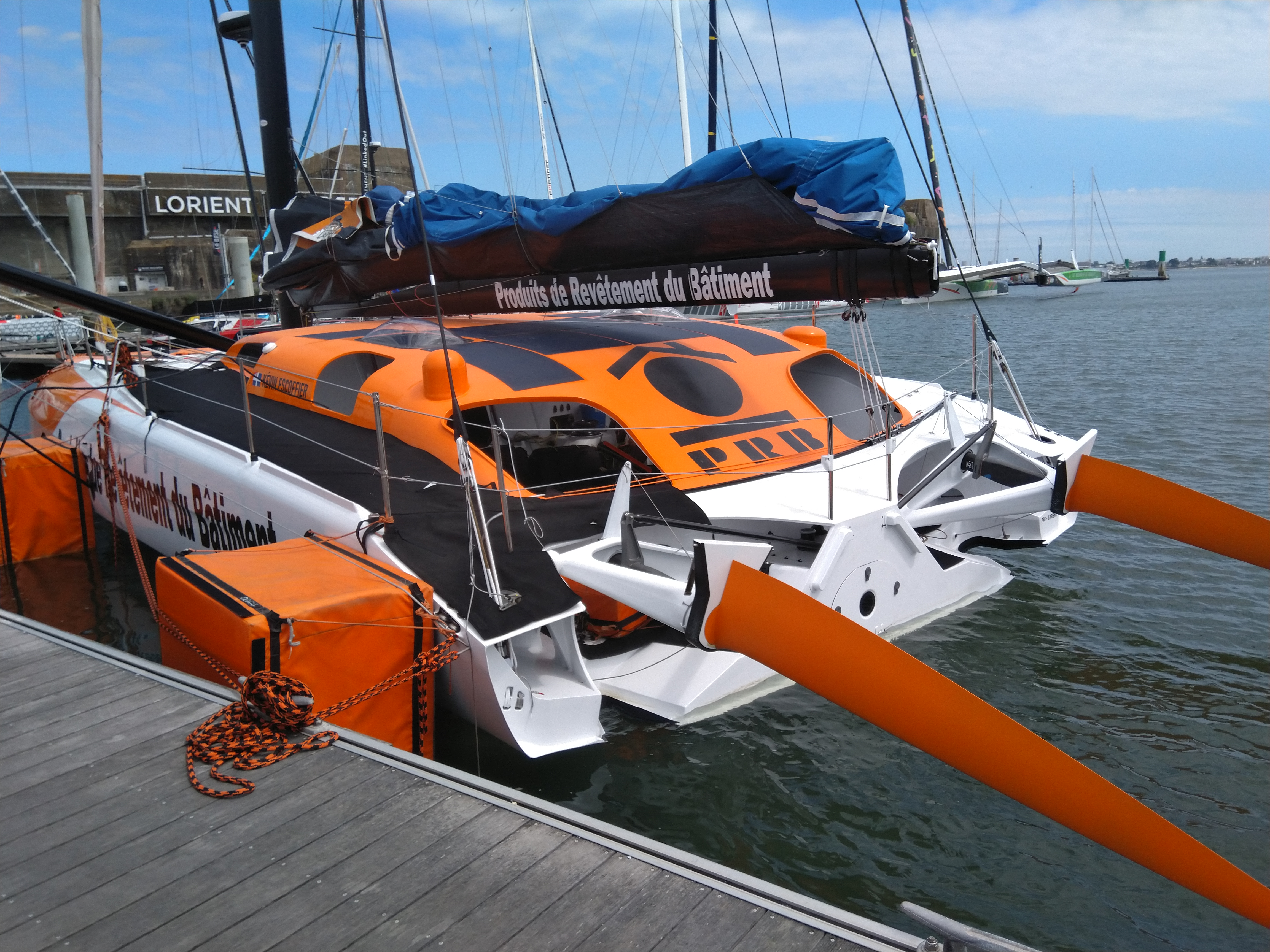
PRB à Lorient, en mai 2022. Cockpit assez large et presque entièrement fermé.

Le bateau était prévu au départ pour la course en équipage. Il a fallu l'adapter à la navigation en solitaire (on ne s'attendait pas alors à ce que le navigateur l'engage dans The Ocean Race). Le cockpit, abritant seulement quatre winches, est presque entièrement fermé à l'arrière et assez large, « pour pouvoir empiler les voiles au vent et les ramener dans le bateau » : lorsque l'on navigue sans les foils, empiler des voiles à l'arrière permet de déplacer le centre de gravité.

## Mise à l'eau
Fn janvier 2022, la coque nue pontée du futur PRB est transportée en France. À Lorient, le Team finalise le bateau : accastillage, électronique, motorisation, hydraulique, peinture. Le sixième Imoca PRB, dans la traditionnelle livrée orangée, est mis à l'eau le 7 mai. Il est le premier des Imoca de la génération 2022-2024, conçus pour le Vendée Globe 2024.

## Holcim-PRB: élargissement du projet à The Ocean Race

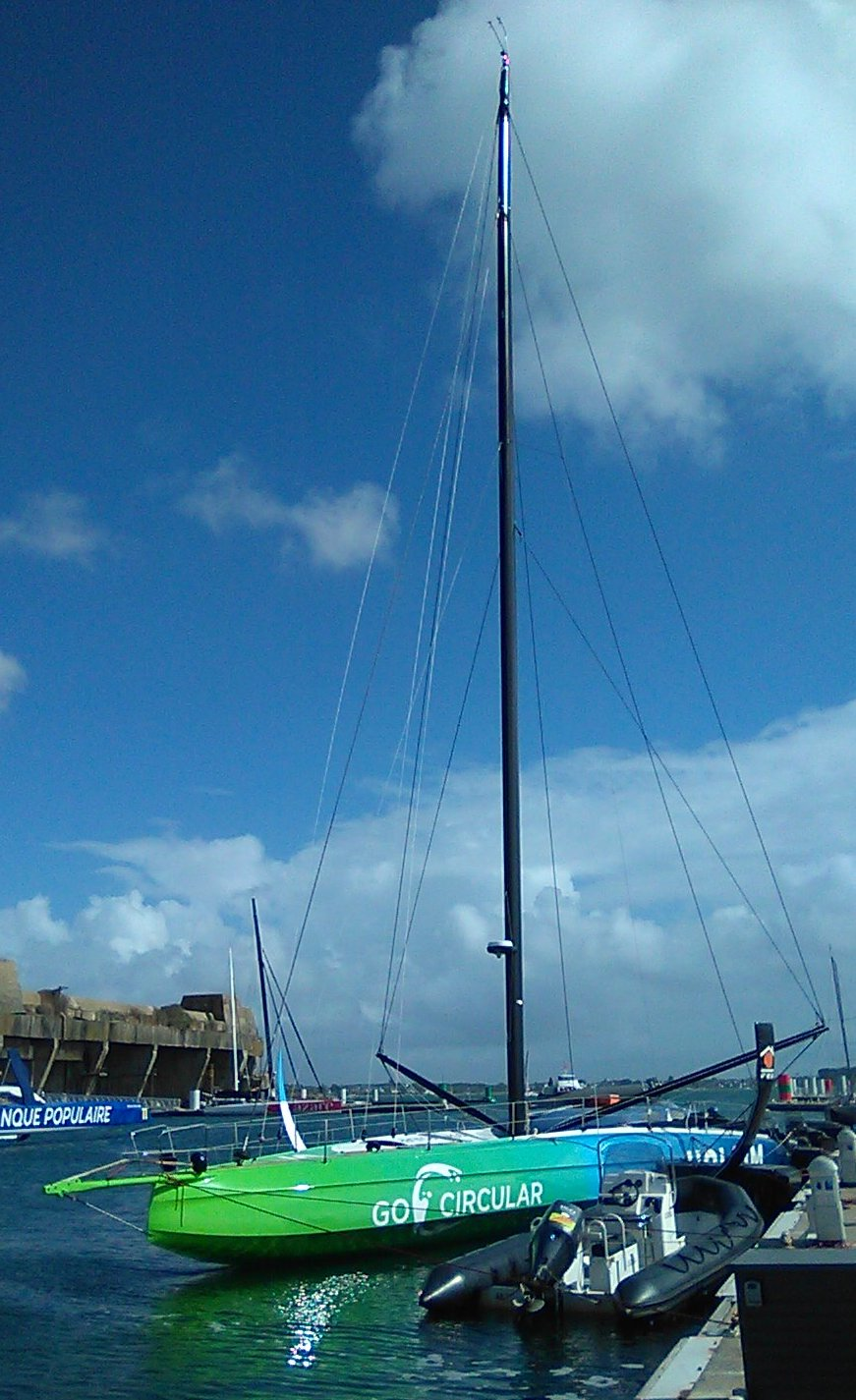
Holcim-PRB à Lorient, en septembre 2022.

Deux jours plus tard, le 9 mai, le cimentier suisse Holcim annonce qu'il vient de finaliser l'acquisition de l'entreprise PRB. 
Cette dernière n'a pas encore trouvé le co-partenaire qui lui permettrait d'assurer le budget de fonctionnement du bateau. Cependant, Jan Jenisch, directeur général d'Holcim, est passionné par les défis. Olivier Troussicot, nouveau directeur général de PRB, lui propose de devenir le co-partenaire du voilier. Mais la dimension du groupe — présent dans 70 pays de par le monde — lui impose de communiquer à l'international. Escoffier insiste alors sur l'écosystème de la voile et suggère une participation à The Ocean Race 2023. Le choix est validé « en quelques jours ». En effet, Holcim est le leader mondial des produits de construction durables. Il doit donc être mondialement visible en matière de recyclage et de développement durable. Le projet entre bien dans sa stratégie de communication et d'image, d'autant que les bateaux courant The Ocean Race font escale dans des pays où le groupe est présent.

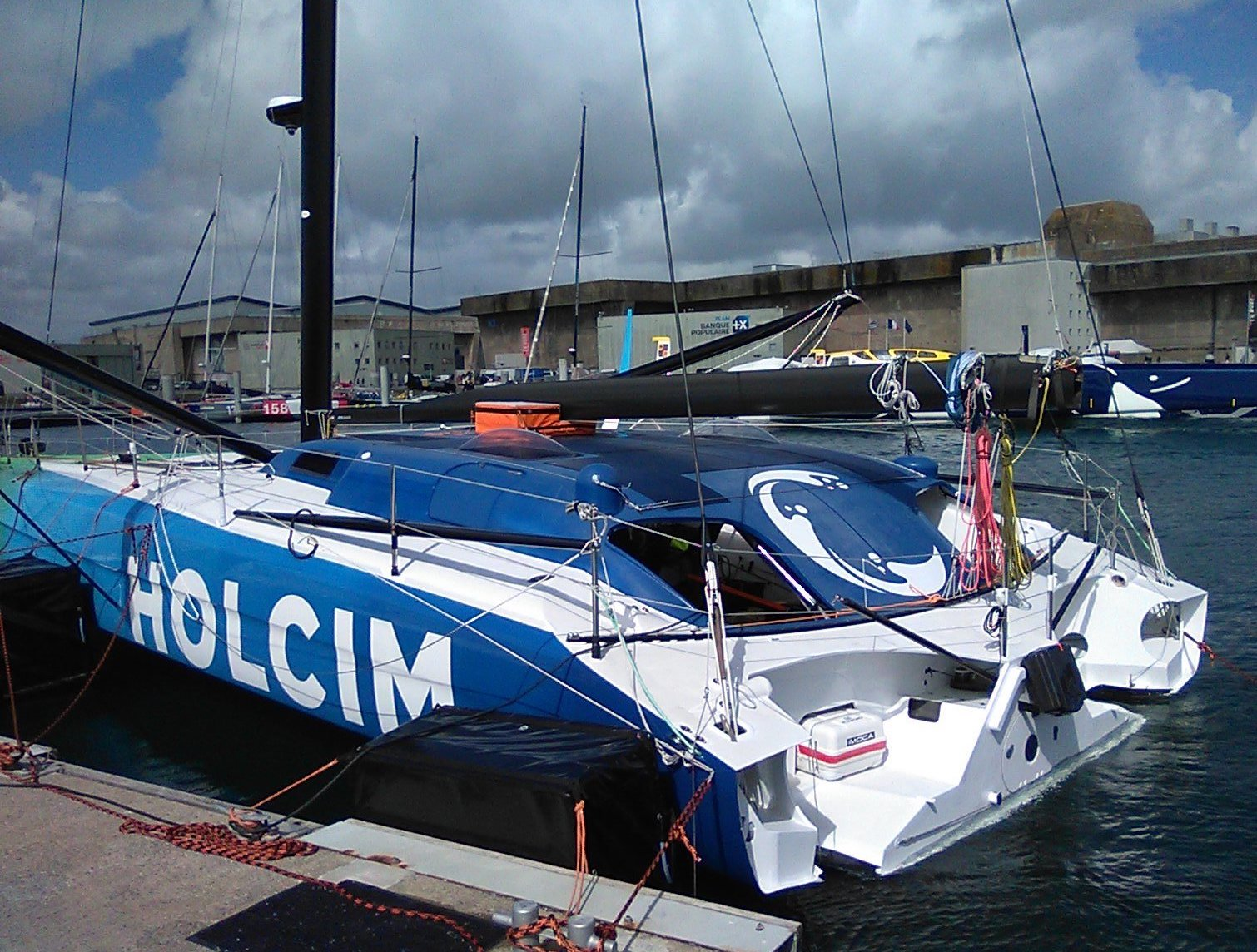
Holcim-PRB à Lorient, en septembre 2022.

En juillet et août, le bateau est repeint aux couleurs du groupe Holcim, le vert et le bleu. Le message environnemental est porté par la campagne Go Circular sur la coque. Escoffier donne la signification de ces deux mots : « C’est un projet qui tient à cœur à Holcim. C’est de prôner la circularité plutôt que la linéarité. Pour ça, ils ont de grosses ambitions sur le recyclage des matériaux de construction, avec un brevet qu’ils ont dessus. »
Le 22 août, le bateau sort du hangar dans ses nouvelles couleurs. Il devient Holcim-PRB,. À cette occasion, Escoffier et Holcim-PRB annoncent leur participation à The Ocean Race. Cet élargissement du projet impose de doubler le budget de fonctionnement. L'équipe passe de 8 à 12 permanents. Le 29 août, le bateau est remis à l'eau.

## Courses

### Skippé par Kevin Escoffier, puis par Benjamin Schwartz

#### Premières courses
En septembre 2023, dans les 48 Heures du Défi Azimut, Escoffier engage son bateau dans l'épreuve Solo afin de préparer la Route du Rhum. Il termine 5e sur 24. En novembre, il termine 4e sur 38 Imoca dans la Route du Rhum.

#### The Ocean Race 2022-2023
À Alicante, le 15 janvier 2023, skippé par Kevin Escoffier, Holcim-PRB prend le départ de The Ocean Race 2022-2023, course autour du monde par étapes, en équipage. Il s'impose dans les deux premières étapes. Dans la troisième, Le Cap-Itajaí, il établit le 12 mars, à 2 h 15 UTC, un record de distance parcourue en 24 heures par un Imoca : 595,26 milles, soit une moyenne de 24,8 nœuds, record homologué par le WSSR. Il franchit en tête le 143e méridien est, où est attribué le même nombre de points que lors d'une arrivée d'étape. À Itajaí, cependant, il termine 2e derrière Team Malizia. Dans la quatrième étape, il démâte. Il est transporté par cargo jusqu'à Newport, où il est remâté.

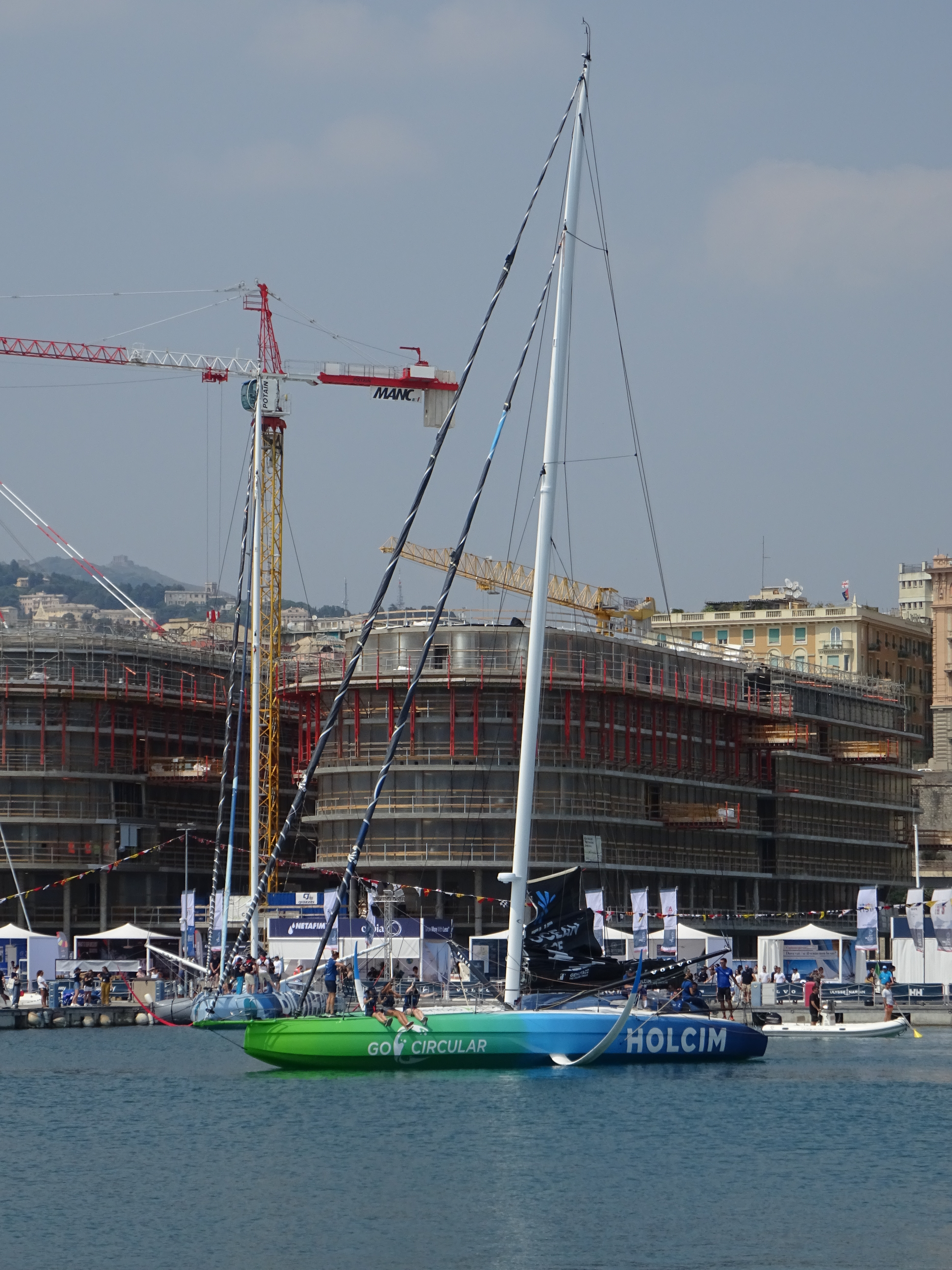
En juin 2023, à Gênes, terme de la dernière étape de The Ocean Race.

Dans la cinquième étape, le 25 mai, à 23 h 45 UTC, Holcim-PRB fait bien mieux que son précédent record : 640,48 milles (record des monocoques, homologué par le WSSR),, soit une moyenne de 26,68 nœuds. Il pulvérise là le record absolu des monocoques, établi en 2015 (618,01 milles) par Comanche, un bateau de 100 pieds mené par Ken Read (en) et un équipage de 20 marins. Mais il termine l'étape 2e, derrière 11th Hour Racing Team.
L'escale à Aarhus est marquée par la rumeur d'un incident qui aurait eu lieu lors d'une soirée, à Newport. Escoffier aurait eu un « comportement inapproprié » envers une jeune femme, selon les mots de Jean-Luc Denéchau, président de la Fédération française de voile. Le 3 juin, Escoffier annonce qu'il se retire de la course. Benjamin Schwartz (es) prend le commandement du bateau pour les deux dernières étapes.
À La Haye, Holcim-PRB termine une nouvelle fois 2e, derrière 11th Hour. Enfin, dans la septième et dernière étape, La Haye-Gênes, il termine 3e, après Team Malizia et Biotherm. Au classement général, il finit 2e, derrière 11th Hour Racing Team.

### Skippé par Nicolas Lunven
Le 14 septembre 2023, le Team Holcim-PRB annonce que Kevin Escoffier est remplacé par Nicolas Lunven. Celui-ci a pour co-skipper Rosalin Kuiper. Tous deux ont couru The Ocean Race 2022-2023 à bord de Team Malizia. Rosalin Kuiper deviendra skipper d'Holcim-PRB après le Vendée Globe, dans The Ocean Race Europe 2025. Il ne reste presque personne de l'équipe d'Escoffier. Un nouveau team va être constitué.

« Malizia-Seaexplorer était fort et sûr dans l'Ocean Race, dit Kuiper. C'est pourquoi nous discutons aussi de la coque de Holcim-PRB. Ce bateau est rapide et très polyvalent. Mais nous avons aussi vu qu'il peut être dangereux lorsqu'il plonge profondément dans les vagues et qu'il dérive. C'est pourquoi nous voulons le rendre plus fort pour naviguer dans les mers du Sud. »

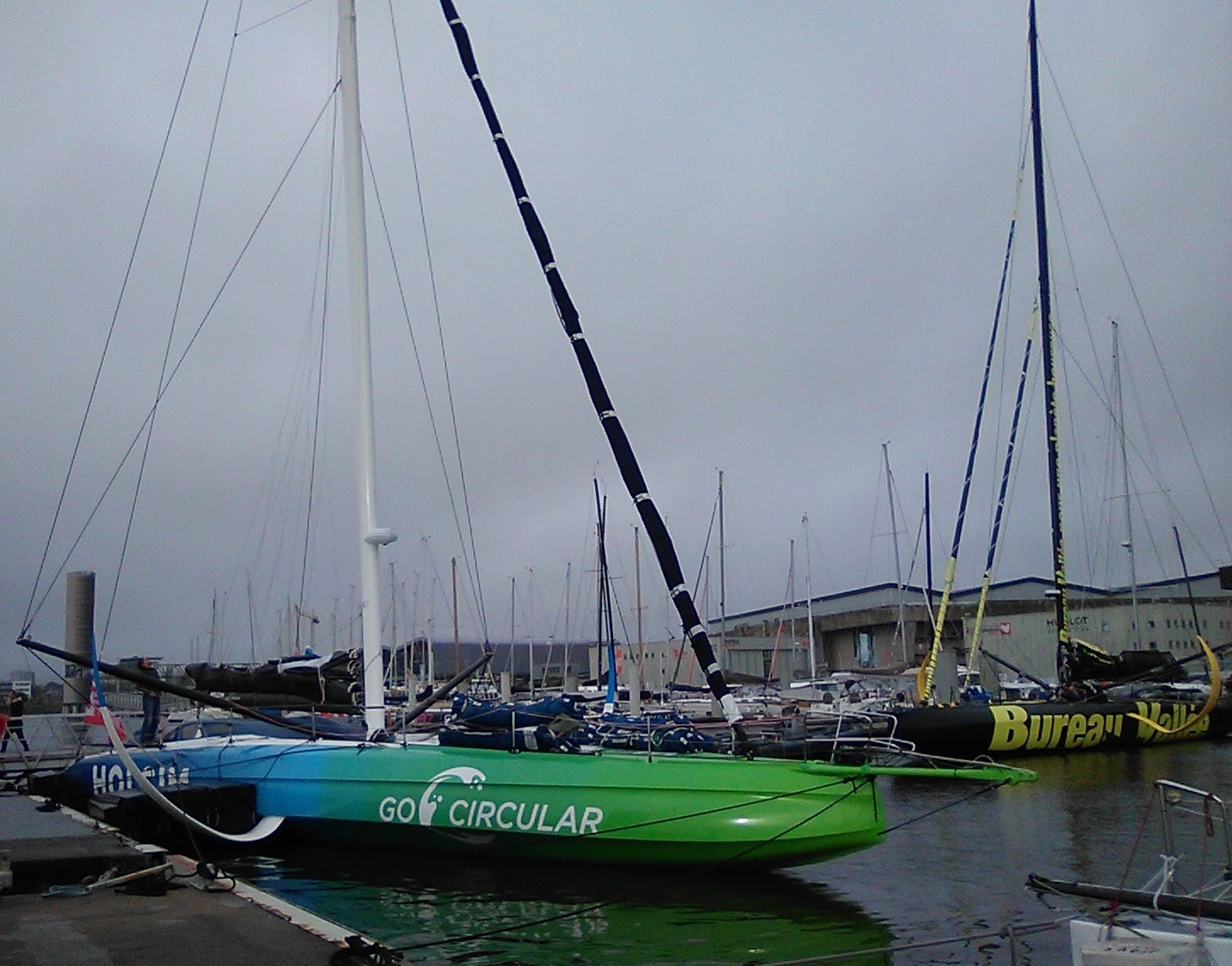
Le jour de son arrivée à Lorient, dans le Retour à la Base 2023.

Le temps de préparation est trop court pour participer à la Transat Jacques-Vabre. Cependant, le 6 novembre, Lunven et Kuiper entreprennent un convoyage du bateau en équipage jusqu'à Fort-de-France, pour que Lunven soit le 30 novembre au départ de la course en solitaire Retour à la Base.
Pour Lunven, il est primordial de terminer la course, afin de se qualifier pour le Vendée Globe 2024-2025. En outre, il n'est pas encore familiarisé avec le bateau, notamment au portant à grande vitesse. Plutôt que de jouer la gagne, il préfère les zones de vents peu soutenus, mais variés, qui lui permettent de découvrir toutes les configurations de voiles, de parfaire son apprentissage et de prendre de l'assurance sur un bateau aussi complexe que peut l'être un foiler Imoca de nouvelle génération. Il termine 8e.

## Palmarès

### Skippé par Kevin Escoffier, puis par Benjamin Schwartz
- 2022 :
  - 5e sur 24 dans les 48 Heures Solo du Défi Azimut[23].
  - 4e sur 38 Imoca dans la Route du Rhum en 11 jours, 23 heures, 31 minutes et 14 secondes[42].

- 2023 :
  - 2e sur 5 Imoca dans The Ocean Race 2022-2023, skippé par Benjamin Schwartz (es) dans les deux dernières étapes[36] :
  - 1er des 1re et 2e étapes, et au passage du 143° E ;
  - 2e dans la 3e étape ;
  - abandon dans la 4e étape ;
  - 2e dans les 5e et 6e étapes ;
  - 3e dans la 7e étape.

### Barré par Nicolas Lunven
- 2023 : 8e sur 32 dans le Retour à la Base[40].
- 2024 :
  - 14e de The Transat CIC
  - 11e de la transat New York Vendée - Les Sables d'Olonne

## Records
- Record de distance parcourue en 24 heures, en équipage, par un Imoca : 595,26 milles (moyenne 24,8 nœuds), le 12 mars 2023, dans la 3e étape de The Ocean Race 2022-2023. Skipper : Kevin Escoffier[26].
- Record de distance parcourue en 24 heures, en équipage, par un monocoque : 640,48 milles (moyenne 26,68 nœuds), le 25 mai 2023, dans la 5e étape de The Ocean Race 2022-2023. Skipper : Kevin Escoffier[26],[30],[43].